# Classe Lafayette (sous-marin)
Pour les articles homonymes, voir Lafayette.
Ne pas confondre avec la classe de frégates La Fayette.
La classe Lafayette est une classe de sous-marins nucléaire lanceur d'engins de l'United States Navy dont les unités furent en service de 1963 à 1994. Ils constituent une évolution de la classe Ethan Allen.
Les unités de cette classe, surnommés avec d'autres les 41 for Freedom, furent tout d'abord équipés de missiles Polaris A-2, puis de Polaris A-3 (le Daniel Webster ayant directement disposé de cette version-ci) avant d'embarquer, dans le milieu des années 1970, des missiles balistiques Poseidon C3.
Contrairement aux unités de la classe James Madison et de la classe Benjamin Franklin, aucun bâtiment de la classe Lafayette ne fut modifié pour pouvoir accueillir des missiles Trident.
Ils furent lentement retirés du service entre 1986 et 1992, tandis que le Daniel Webster fut utilisé comme navire d'entraînement à quais.

## Unités
Neuf sous-marins constituent la classe Lafayette :
- USS Lafayette (SSBN-616)
- USS Alexander Hamilton (SSBN-617)
- USS Andrew Jackson (SSBN-619)
- USS John Adams (SSBN-620)
- USS James Monroe (SSBN-622)
- USS Nathan Hale (SSBN-623)
- USS Woodrow Wilson (SSBN-624)
- USS Henry Clay (SSBN-625)
- USS Daniel Webster (SSBN-626)